# Nemek és igenek (színdarab)
A Nemek és igenek - angol eredeti címén Consent - Nina Raine angol író 2017-es - sorrendben már a negyedik - színdarabja. 
Ősbemutatója 2017. április 4. és május 17. között volt a londoni Nemzeti Színházban, Magyarországon 2019. március 2-án mutatta be a Centrál Színház. Londoni bemutatója pozitív kritikákat kapott.

A The Independent számára írt 5 csillagos kritikájában Paul Taylor kijelentette: "Nina Raine egyik legélvezetesebb és legintelligensebb darabja. Fenntartás nélkül ajánlott." A The Telegraph számára írt 4 csillagos kritikájában Dominic Cavendish a darabot "feszültnek, szórakoztató modern tragi-vígjáték... Megéri-e megnézni ezt az ambiciózus leendő darabot a mai napra? Az én sokat gondolkodó ítéletem: igen, feltétlenül."
"Edward és Kitty igazi álompár. A férfi sikeres ügyvéd, az első gyerekük éppen csak megszületett, az új otthonuk pedig magazinba illően szép. Esténként házas és házasodni vágyó barátaik nevetésétől hangos a ház. A társaságból többen is éppen ugyanazon az ügyön dolgoznak, egy nemi erőszak tárgyalásán. A nappali lassan tárgyalóteremmé alakul, a derűs hangulat szertefoszlik, a régi barátok, a házaspárok ellenségként rontanak egymásnak. Nina Raine húsbavágóan friss darabja szerte a világon indulatokat kavart. Kendőzetlen őszinteséggel, ugyanakkor mély empátiával mesél nőkről és férfiakról, szexről és hatalomról, nemekről és igenekről." - Centrál Színház